# Provincia de Ogooué-Ivindo
Ogooué-Ivindo es una de las nueve provincias de Gabón. Ocupa una área de 46,075 km². La capital de la provincia es Makokou.
Su población en 2013 era de 63 293 habitantes.

## Localización
Se ubica en el este del país y tiene los siguientes límites:
| Noroeste: Provincia de Woleu-Ntem  | Norte: Provincia de Woleu-Ntem | Noreste: Sangha, República del Congo     |
| Oeste: Provincia de Moyen-Ogooué   |                                | Este: Cuvette-Oeste, República del Congo |
| Suroeste: Provincia de Ogooué-Lolo | Sur: Provincia de Ogooué-Lolo  | Sureste: Provincia de Haut-Ogooué        |

## Subdivisiones
Ogooué-Ivindo está dividido en 4 departamentos (capitales entre paréntesis):
| Departamento | Chef-lieu | Población (2013) |
| ------------ | --------- | ---------------- |
| Ivindo       | Makokou   | 31 073           |
| Lopé         | Booué     | 12 382           |
| Zadié        | Mékambo   | 15 816           |
| Mvoung       | Ovan      | 4022             |